# كاميهاميها

كاميهاميها (باليابانية: かめはめ波) هي هجمة الطاقة الأولى التي ظهرت في سلسلة دراغون بول.كاميهاميها هي الهجمة الأكثر استخداما لانهاء المعركة في دراغون بول وهي التقنية الرئيسية لغوكو وقد علمه اياها موتين روشي.
اخترعت الكاميهاميها من قبل موتين روشي بعد 50 عام من التدريب في حين اتقنها غوكو عن طريق مشاهدة موتين روشي يفعلها لمرة واحدة فقط.
استعملت كاميهاميها كثيرا لكن أشهر استعمالاتها عند قيام غوهان بقتل سل عن طريقها وعند قيام كل من غوهان وغوكو وغوتين بقتل برولي بضرب كاميهاميها مشتركة.

## الشخصيات التي تستطيع القيام بها
1-موتين روشي
2-غوكو
3-غوهان
4-كريلين
5-غوتين
6-ترانكس الحاضر
7-سيل
8-سيل جونيورز
9-ماجين بو
10-ياماتشا
11- غوكو بلاك